# Limfoma MALT
El limfoma MALT és una forma de limfoma de cèl·lules B que afecta el teixit limfoide associat a les mucoses (TLAM o MALT), freqüentment de l'estómac, però pràcticament qualsevol lloc de la mucosa es pot veure afectat. És un càncer originat a partir de cèl·lules B a la zona marginal del TLAM, i també s'anomena limfoma de cèl·lules B de la zona marginal extraganglionar o limfoma de teixit limfoide associat a les mucoses.